# برايس ديويت
برايس ديويت (بالإنجليزية: Bryce DeWitt)‏ (و. 1923 – 2004 م) هو فيزيائي، وأستاذ جامعي من الولايات المتحدة الأمريكية . ولد في دينوبا، تولاري، كاليفورنيا .
وكان عضواً في الأكاديمية الوطنية للعلوم، والأكاديمية الأمريكية للفنون والعلوم، والأكاديمية الأمريكية للفنون والآداب .
توفي في أوستن، تكساس ، عن عمر يناهز 81 عاماً.بسبب ورم البنكرياس .

## التعليم
تعلم في جامعة هارفارد

## مناصب وهيئات
أدار جامعة تكساس، أوستن.

## جوائز
حصل على جوائز منها:
- زمالة غوغنهايم.